# Сумулен
Сумуле́н (фр. Sousmoulins) — коммуна во Франции, находится в регионе Пуату — Шаранта. Департамент коммуны — Шаранта Приморская. Входит в состав кантона Монтандр. Округ коммуны — Жонзак.
Код INSEE коммуны — 17433.

## Население
Население коммуны на 2010 год составляло 215 человек.
| 1962 | 1968 | 1975 | 1982 | 1990 | 1999 | 2010 |
| ---- | ---- | ---- | ---- | ---- | ---- | ---- |
| 261  | 237  | 227  | 208  | 196  | 189  | 215  |

## Географическое положение
Находится в 30 километрах от этуария  Жиронда. Имеется надёжное сообщение с важнейшими городами региона — Бордо, Ангулем и Сент. Рельеф разнообразен: холмы и долины (отведённые под злаковые культуры и виноград) на севере, на юге — рельеф имеет холмистый  характер, хвойные и лиственные леса.
В сельском хозяйстве важное место занимает виноградарство. Продукция используется для производства коньячных спиртов.